# Kategoria e Parë 1991-1992
La Kategoria e Parë 1991-1992 fu la 53ª edizione della massima serie del campionato albanese di calcio disputata tra il 21 settembre 1991 e il 17 maggio 1992 e conclusa con la vittoria del Vllaznia, al suo settimo titolo.
Capocannoniere del torneo fu Edmir Bilali (Vllaznia) con 21 reti.

## Formula
Anche in questa stagione aumentò il numero delle squadre partecipante, ora 16. Disputarono un turno di andata e ritorno per un totale di 30 partite con le ultime due classificate retrocesse in Kategoria e Dytë.
Il Lokomotiva cambiò nome in Teuta, il Traktori in KS Lushnja, il 17 Nëntori diventò SK Tirana, il Labinoti tornò KS Elbasani.
Nessuna squadra si qualificò alle coppe europee.

## Squadre
| Squadra             | Città     | Stadio | Stagione 1990-1991 |
| ------------------- | --------- | ------ | ------------------ |
| KS Elbasani         | Elbasan   |        | 9°                 |
| Tirana              | Tirana    |        | 4°                 |
| KF Partizani Tirana | Tirana    |        | 2°                 |
| Dinamo Tirana       | Tirana    |        | 6°                 |
| Flamurtari          | Valona    |        | Campione d'Albania |
| Vllaznia            | Scutari   |        | 3°                 |
| Tomori              | Berat     |        | 5°                 |
| Teuta Durrës        | Durazzo   |        | 8°                 |
| KS Selenicë         | Selenizza |        | Kategoria e Dytë   |
| Skënderbeu          | Coriza    |        | 10°                |
| Besa Kavajë         | Kavajë    |        | 11°                |
| Apolonia            | Fier      |        | 7°                 |
| Kastrioti           | Croia     |        | 12°                |
| KS Lushnja          | Lushnjë   |        | 13°                |
| KF Laçi             | Laç       |        | Kategoria e Dytë   |
| KS Pogradeci        | Pogradec  |        | Kategoria e Dytë   |

## Classifica finale
|                    | Pos. | Squadra     | Pt | G  | V  | N  | P  | GF | GS | DR  |
| ------------------ | ---- | ----------- | -- | -- | -- | -- | -- | -- | -- | --- |
| Albania (bandiera) | 1.   | Vllaznia    | 44 | 30 | 19 | 6  | 5  | 63 | 23 | +40 |
|                    | 2.   | Partizani   | 38 | 30 | 14 | 10 | 6  | 41 | 25 | +16 |
|                    | 3.   | Teuta       | 33 | 30 | 12 | 9  | 9  | 30 | 20 | +10 |
|                    | 4.   | Besa        | 33 | 30 | 13 | 7  | 10 | 42 | 36 | +6  |
|                    | 5.   | Dinamo      | 31 | 30 | 9  | 13 | 8  | 32 | 22 | +10 |
|                    | 6.   | Flamurtari  | 29 | 30 | 13 | 9  | 8  | 37 | 31 | +6  |
|                    | 7.   | KS Lushnja  | 29 | 30 | 8  | 13 | 9  | 22 | 26 | -4  |
|                    | 8.   | Tirana      | 28 | 30 | 11 | 6  | 13 | 38 | 32 | +6  |
|                    | 9.   | Tomori      | 28 | 30 | 8  | 12 | 10 | 34 | 31 | +3  |
|                    | 10.  | Apolonia    | 28 | 30 | 11 | 8  | 11 | 33 | 34 | -1  |
|                    | 11.  | KS Elbasani | 28 | 30 | 10 | 8  | 12 | 28 | 29 | -1  |
|                    | 12.  | Laçi        | 28 | 30 | 8  | 12 | 10 | 22 | 27 | -5  |
|                    | 13.  | Pogradeci   | 27 | 30 | 7  | 13 | 10 | 28 | 39 | -11 |
|                    | 14.  | Kastrioti   | 27 | 30 | 11 | 5  | 14 | 37 | 56 | -19 |
|                    | 15.  | Selenica    | 27 | 30 | 10 | 7  | 13 | 33 | 54 | -21 |
|                    | 16.  | Skënderbeu  | 14 | 30 | 3  | 8  | 19 | 15 | 50 | -35 |

Legenda:

      Campione d'Albania
      Retrocesso in Kategoria e Dytë
Note:

Due punti a vittoria, uno a pareggio, zero a sconfitta.
Flamurtari penalizzato di 6 punti.
Apolonia penalizzato di 2 punti.

## Verdetti
- Campione: Vllaznia
- Retrocessa in Kategoria e Dytë: Selenica, Skënderbeu